# 雇用調整助成金

OECD各国のGDPにおける社会支出割合（％、種類別）。
積極的労働政策（Active labour market programmes）に、雇用調整助成金が含まれる。

雇用調整助成金（こようちょうせいじょせいきん）とは、日本において雇用保険法等を根拠に、労働者の失業防止のために事業主に対して給付する助成金の一である。雇用保険のなかの「雇用保険二事業」と呼ばれる事業のうちの雇用安定事業（雇用保険法第62条）として行なわれる。
日本は世界的に見ても特に解雇が難しい国であり、景気が悪くなったからといって従業員を簡単に解雇できない。しかし不況期に無理に雇用を維持すれば、企業全体の業績にも響くため、企業は事業活動の縮小期には残業規制や配置転換等により雇用調整を行う。
こうした措置のうち、働く意思と能力のある従業員の休業、スキルアップのための教育訓練、または他の事業所への出向に関しては、雇用調整助成金の支給を申請することで、雇用維持を行うための経済的支援を国から受けることができる。

## 助成金の対象となる雇用調整
施行規則第102条の3で規定される。

### 休業
本制度における休業とは、労働者がその事業所において、所定労働日に働く意思と能力があるにもかかわらず、労働することができない状態をいう。したがって、ストライキ中や有給休暇中のように労働の意思そのものがない場合や、疾病等による休暇中のように労働能力を喪失している場合等の休職・休業は、助成金の支給対象とならない。
具体的には、以下のすべてを満たす必要がある。
- 労使間の協定によるものであること。
- 事業主が自ら指定した対象期間内に行われるものであること。
- 判定基礎期間における対象労働者に係る休業又は教育訓練の実施日の延日数が、対象労働者に係る所定労働延日数の20分の1（中小企業以外の場合は15分の1）以上となるものであること。
- 休業手当の支払いが労働基準法第26条の規定に違反していないもの
- 所定労働日の所定労働時間内において実施されるものであること
- 所定労働日の全1日にわたるもの、または所定労働時間内に当該事業所における対象労働者全員について一斉に1時間以上行われるもの（短時間休業）であること。

### 教育訓練
助成金の支給対象となる教育訓練は、職業に関する知識、技能または技術を習得させ、または向上させることを目的とする教育、訓練、講習等であって、所定労働日の所定労働時間内に実施され、かつ、当該教育、訓練、講習等を受講する労働者が当該所定労働日の全一日にわたり業務に就かないものをいう。また、「職業に関する」とは、現在就いている職業に直接関係するものに限らず、現在就いている職業に関連する周辺の技能、知識に関するものも含まれる他、事業活動の縮小等に伴い配置転換をする場合などに必要な訓練も含まれる。
具体的には、以下のすべてを満たす必要がある。
- 労使間の協定によるものであること。
- 事業主が自ら指定した対象期間内に行われるものであること。
- 判定基礎期間における対象労働者に係る休業又は教育訓練の実施日の延日数が、対象労働者に係る所定労働延日数の20分の1（中小企業以外の場合は15分の1）以上となるものであること。
- 職業に関連する知識、技術を習得させ、または向上させることを目的とする教育、訓練、講習等であって（下記参照）、かつ、受講者を当該受講日に業務（本助成金の対象となる教育訓練を除く）に就かせないものであること。
- 所定労働日の所定労働時間内において実施されるものであること（半日訓練の場合、当日の残りの時間帯に業務に就かせることはできないが、休業することは可能）。
- 事業所内訓練の場合は、事業主が自ら実施するものであって、生産ラインまたは就労の場における通常の生産活動と区別して、受講する対象労働者の所定労働時間の全日または半日（3時間以上で所定労働時間未満）にわたり行われるものであること。事業所外訓練の場合は、教育訓練の実施主体が助成金を受けようとする事業主以外であって、受講者の所定労働時間の全1日または半日にわたり行われるものであること。

なお、教育訓練の内容が以下のいずれかに該当する場合には受給できない。1.~5.については、平成25年12月1日以後判断基準に追加された。
1. 職業に関する知識、技能または技術の習得または向上を目的としないもの（例：意識改革研修、モラル向上研修、寺社での座禅 等）
2. 職業または職務の種類を問わず、職業人として共通して必要となるもの（例：接遇・マナー講習、パワハラ・セクハラ研修、メンタルヘルス研修 等）
3. 趣味・教養を身につけることを目的とするもの（例：日常会話程度の語学の習得のみを目的とする講習、話し方教室 等）
4. 実施目的が訓練に直接関連しない内容のもの（例：講演会、研究発表会、学会 等）
5. 通常の事業活動として遂行されることが適切なもの（例：自社の商品知識研修、QCサークル 等）
6. 当該企業において通常の教育カリキュラムに位置づけられているもの（例：入社時研修、新任管理職研修、中堅職員研修、OJT 等）
7. 法令で義務づけられているもの
8. 事業所内で実施する訓練の場合で通常の生産ラインで行われるものなど、通常の生産活動と区別がつかないものまたは教育訓練過程で生産されたものを販売するもの
9. 当該教育訓練の科目、職種等の内容についての知識または技能を有する指導員または講師により行われないもの
10. 指導員または講師が不在のまま自習等を行うもの
11. 転職や再就職の準備を目的としたもの
12. 過去に行った教育訓練を、同一の労働者に実施するもの
13. 海外で実施するもの
14. 外国人技能実習生に対して実施するもの

### 出向
労働者が事業所の従業員たる地位を保有しつつ、他の事業主の事業所において勤務すること又は将来出向元事業所に復帰することその他の人事上のつながりを持ちながら、一旦出向元事業所を退職して、出向先事業所において勤務することをいう。ただし、資本的、経済的・組織的関連性等からみて独立性を認められない事業主間の出向は、配置転換と変わらないことから、助成金の支給対象とならない。
出向は、出向労働者にとって働く環境が大きく変わることとなるため、以下の点に配慮し、出向労働者が出向先で安心してその能力を発揮できるよう条件整備を行うことが不可欠である。
- 出向先事業所における労働条件等を明確にすること
- 出向元事業所と出向先事業所との間で賃金分担を明確にすること（出向元事業所または出向先事業所が賃金を100%負担する場合は助成金の支給対象とならない）

助成金の対象となる「出向」は以下のすべてを満たす必要がある。
- 雇用調整を目的として行われるものであって、人事交流・経営戦略・業務提携・実習のため等に行われるものではなく、かつ、出向労働者を交換しあうものでないこと。
- 労使間の協定によるものであること。
- 出向労働者の同意を得たものであること。
- 出向元事業主と出向先事業主との間で締結された契約によるものであること。
- 出向先事業所が雇用保険の適用事業所であること。
- 出向元事業主と出向先事業主が、資本的、経済的・組織的関連性等からみて、独立性が認められること。
- 出向先事業主が、当該出向労働者の出向開始日の前日から起算して6か月前の日から1年を経過した日までの間に、当該出向者の受入れに際し、その雇用する被保険者を事業主都合により離職させていないこと。
- 事業主自らが指定した対象期間内に開始されるものであること。
- 出向期間が3か月以上1年以内であって出向元事業所に復帰するものであること。
- 助成金等の対象となる出向の終了後6か月以内に当該労働者を再度出向させるものでないこと。
- 出向元事業所が出向労働者の賃金の一部（全部を除く）を負担していること。
- 出向労働者に出向前に支払っていた賃金と概ね同じ額の賃金を支払うものであること。
- 出向元事業所において、雇入れ助成の対象となる労働者や他の事業主から本助成金等の支給対象となる出向労働者を受け入れていないこと。
- 出向先事業所において、出向者の受入れに際し、自己の労働者について本助成金等の支給対象となる出向を行っていないこと。

| 産業分類             | 資本金の額・出資の総額 | 常時雇用する労働者の数 |
| -------------------- | ---------------------- | ---------------------- |
| 小売業(飲食店を含む) | 5,000万円以下          | 50人以下               |
| サービス業           | 5,000万円以下          | 100人以下              |
| 卸売業               | 1億円以下              | 100人以下              |
| その他の業種         | 3億円以下              | 300人以下              |

## 受給要件
助成金は、景気の変動、産業構造の変化その他の経済上の理由により、事業活動の縮小を余儀なくされた場合に、その雇用する対象労働者の雇用の維持を図るために、労使間の協定に基づき雇用調整を実施する事業主が支給対象となる。
具体的には、事業主が以下の要件のいずれも満たすことが必要である（雇用保険法施行規則第102条の2~102条の3）。
- 雇用保険の適用事業主であること。
- 支給のための審査に協力すること
  - 支給または不支給の決定のための審査に必要な書類等を整備・保管していること（都道府県労働局に提出した支給申請書、添付資料の写しなどは、支給決定されたときから5年間保存しなければならない）
  - 支給または不支給の決定のための審査に必要な書類等の提出を、管轄労働局等から求められた場合に応じること
  - 管轄労働局等の実地調査を受け入れること
- 売上高又は生産量などの事業活動を示す指標について、その最近3か月間の月平均値が前年同期に比べて10%以上減少していること。
- 雇用保険被保険者数及び受け入れている派遣労働者数による雇用量を示す指標について、その最近3か月間の月平均値が前年同期に比べて、中小企業の場合は10%を超えてかつ4人以上、中小企業以外の場合は5%を超えてかつ6人以上増加していないこと。
- 過去に雇用調整助成金の支給を受けたことがある事業主が新たに対象期間を設定する場合、直前の対象期間の満了の日の翌日から起算して1年を超えていること（クーリング期間）。
- 教育訓練の場合、受講者本人が作成した受講を証明する書類（受講レポート等）を提出すること。

なお、事業主が以下の要件のいずれかに該当する場合には受給できない。
- 雇用関係助成金について不正受給による不支給決定又は支給決定の取り消しを受けたことがあり、当該不支給決定日又は支給決定取消日から3年（平成31年4月1日以後の申請については5年）を経過していない。
- 平成31年4月1日以降に申請した雇用関係助成金について不正受給に関与した役員等がいる
- 支給申請日の属する年度の前年度より前のいずれかの保険年度の労働保険料を納入していない事業主（支給申請日の翌日から起算して2か月以内に納付を行った事業主を除く）
- 支給申請日の前日から起算して1年前の日から支給申請日の前日までの間に、労働関係法令の違反があった事業主
- 性風俗関連営業またはこれら営業の一部を受託する営業を行う事業主[注 1]
- 事業主又は事業主の役員等が、暴力団と関わりのある場合
- 事業主又は事業主の役員等が、破壊活動防止法第4条に規定する暴力主義的破壊活動を行った又は行う恐れのある団体に属している場合
- 支給申請日または支給決定日の時点で倒産している事業主（再生手続き開始の申立てまたは更生手続き開始の申立てを行っており、事業活動を継続する見込みがある場合を除く）
- 不正受給が発覚した際に都道府県労働局等が実施する事業主名等の公表について、あらかじめ同意していない事業主

雇用調整の対象となる労働者は、支給の対象となる事業主に雇用され、雇用調整の対象となりうる雇用保険被保険者であって、以下のいずれにも該当しない労働者である。
- 判定基礎期間の初日の前日、または出向を開始する日の前日まで、同一事業主に引き続き雇用保険被保険者として雇用された期間が6か月未満である者
- 解雇を予告された者、退職願を提出した者または事業主による退職勧奨に応じた者（当該解雇その他離職の日の翌日において安定した職業に就くことが明らかな者を除く）
- 日雇労働被保険者
- 特定就職困難者雇用開発助成金等の支給対象となる者

## 期間
助成金は、1年の期間内に実施した雇用調整について支給対象となる（対象期間）。「対象期間」は、出向の場合は、出向開始日から1年間、休業又は教育訓練の場合は、助成金を受給しようとする事業主が指定する任意の1年間である。
対象期間内の実績を1ヶ月単位で判定し、それに基づいて支給がなされる。この休業等の実績を判定する1ヶ月単位の期間を「判定基礎期間」という。「判定基礎期間」は原則として、毎月の賃金締切日の翌日から、その次の締切日までの期間（毎月の賃金の締切日が特定されない場合などは暦月）とする。

## 支給限度日数
助成金によって、休業等に対する助成を受けようとするとき、1年間で100日分、3年で150日分が上限となる。
この場合の支給日数の計算において、休業等を実施した労働者が1人でもいた日を「1日」とカウントするのではなく、休業等の延べ日数を、休業等を実施する事業所の労働者のうち助成金の対象となりうる対象労働者の人数で除して得た日数を用いる。例えば、対象労働者が10人の事業所において、そのうち6人が5日ずつ休業した場合の日数は「5日」ではなく、休業等の延べ日数（6人×5日＝30人日）を、対象労働者（10人）で除して得た「3日」となる。この支給日数の計算は、具体的には「判定基礎期間」ごとに計算し、「対象労働者」の数は、判定基礎期間に属する暦月の末日現在の数を用いる。

## 受給額
「助成率」は、平成25年4月1日以降は一律、中小企業は3分の2、中小企業以外は2分の1とされている（平成25年3月31日までの助成率は、中小企業は5分の4（労働者の解雇等を行わない場合及び障害者の場合は10分の9）、中小企業以外は4分の3（労働者の解雇等を行わない場合及び障害者の場合は3分の2））。
平成25年6月1日以降、休業や教育訓練を行った判定基礎期間内に、その対象者が時間外労働（所定外・法定外労働）をしていた場合、時間外労働時間相当分を助成額から差し引く（残業相殺）。
休業の場合
休業を実施した際に支給対象者に対して支払われた休業手当相当額に、助成率を乗じて得た額（上限、1人1日あたり雇用保険基本手当日額の最高額）
教育訓練の場合
教育訓練を実施した際に支給対象者に対して支払われた賃金相当額に、助成率を乗じて得た額（上限、1人1日あたり雇用保険基本手当日額の最高額）に、さらに支給対象者1人1日あたり1,200円加えた額
出向の場合
出向を実施した際の出向元事業主の負担額（出向前の通常賃金の2分の1の額を上限額）に、助成率を乗じて得た額（上限、1人1日あたり雇用保険基本手当日額の最高額に365分の330を乗じて得た額）

## 受給手続き
雇用調整を行う2週間前までに「休業等実施計画書」に「雇用調整実施事業所の事業活動の状況に関する申出書」、「雇用調整実施事業所の雇用指標の状況に関する申出書」（休業・教育訓練の場合、申出書の提出は初回のみ）及び必要書類を添付して管轄都道府県労働局へ提出する。実施後、当該支給対象期間の末日の翌日から2か月以内に、支給申請書に必要書類を添えて、管轄都道府県労働局へ支給申請を行う。

## 制度の沿革
- 1975年（昭和50年） - 雇用調整給付金として創設
- 1981年（昭和56年） - 雇用調整助成金となる
- 2008年（平成20年） - 中小企業向けに「中小企業緊急雇用安定助成金」を創設
- 2013年（平成25年） - 中小企業緊急雇用安定助成金を雇用調整助成金に再統合、支給率・支給要件等を改定

## 問題
- 新型コロナウイルス感染症の影響に伴う特例の「雇用調整助成金等オンライン受付システム」が2020年5月20日に運用開始となったが、その直後に問題が発生し、わずか1時間で運用停止した。6月5日に再開したものの、その数時間後に再度問題が発生し、運用停止した。いずれの問題でも他人の登録情報が閲覧できる状態だった。1社の情報漏洩も判明し、加藤勝信厚生労働大臣（当時）が謝罪した[2][3]。
- 新型コロナウイルス感染拡大に伴い、雇用の下支えに向け申請手続が大幅に簡素化されたが、これを悪用し助成金を不正受給するケースが後を絶たず、2023年3月末までの不正受給の件数は累計で1,524件、総額256億5,000万円に及び、回収できた金額は137億円にとどまっていることが、厚生労働省の調査により明らかになっている[4]。中には、不正受給した助成金でタワーマンションを購入したり、受給した金をそのまま持ち逃げするなどする経営者も存在することも判明している[5]。
- 上場企業の中には助成金の不正受給を行っていたケースもあり、東京証券取引所スタンダード市場に上場していたプロルート丸光は、2023年4月に不正受給が発覚したのが引き金となり粉飾決算を行っていたことが発覚。プロルート丸光は同年12月に会社更生法の適用を申請し、2024年1月に上場廃止となった[6]。東京証券取引所スタンダード市場に上場しているウイルコホールディングスは、2020年から2023年まで不正受給を行っていたことが2024年に発覚したため、2024年10月に特別注意銘柄の指定を受けた[7]。